# Шванебек
Шванебек (нім. Schwanebeck) — місто в Німеччині, розташоване в землі Саксонія-Ангальт. Входить до складу району Гарц. Складова частина об'єднання громад Форарц.
Площа — 32,61 км2. Населення становить 2400 ос. (станом на 31 грудня 2021).